# Mark Iuliano
Mauro Franco Fausto Mark Iuliano (Cosenza, 12 agosto 1973) è un allenatore di calcio ed ex calciatore italiano, di ruolo difensore, vicecampione d'Europa con la nazionale italiana nel 2000.

## Carriera

### Giocatore

Da sinistra: Peruzzi, Iuliano, Tacchinardi, Zidane, Lombardo, Del Piero, Porrini, Di Livio e Dimas celebrano i trionfi della Juventus nel 1996 in Champions e Intercontinentale

Da sinistra: gli juventini Peruzzi, Iuliano e Rampulla festeggiano con la Supercoppa italiana 1997

#### Club

##### Gli inizi, Salernitana

Iuliano (in piedi, secondo da sinistra) alla Salernitana nel 1995

Iuliano inizia la sua carriera professionistica nella Salernitana, dopo aver militato nelle giovanili del Real Campagna, società calcistica di Campagna, città della provincia di Salerno dove è cresciuto, pur essendo di origini calabresi.
Con i granata, militanti in Serie B, esordisce in prima squadra il 21 aprile 1991 contro il Messina (1-1). Nella stagione 1991-1992, con la società salernitana retrocessa in C1, viene spostato dall'allenatore Tarcisio Burgnich da terzino a difensore centrale, collezionando infine 27 presenze stagionali. Dopo due stagioni tra Bologna e Monza fa ritorno a Salerno nell'annata 1994-1995, dopo che i granata aveva acquisito la promozione in cadetteria.
Rimane a Salerno per altre due stagioni, nelle quali l'allenatore Delio Rossi ne fa il jolly della difesa salernitana.

##### Juventus
Nel 1996 approda alla Juventus, detentrice della UEFA Champions League, esordendo con i bianconeri proprio in occasione della prima partita della fase a gironi della competizione, contro il Manchester Utd. Alla prima stagione a Torino, pur facendo parte delle seconde linee, trova una buona continuità d'impiego: il 23 maggio 1997, alla penultima giornata di campionato, trova il suo primo gol in maglia bianconera, quello del definitivo 1-1 contro l'Atalanta che assegna matematicamente lo scudetto alla Juventus. Cinque giorni dopo viene impiegato titolare nella finale di Champions League persa 3-1 contro i tedeschi del Borussia Dortmund.

Iuliano in azione in maglia juventina nel 1998, pressato dagli avversari empolesi Pane (a sinistra) e Di Napoli (a destra)

Nella stagione successiva, causa il grave infortunio che estromette Ciro Ferrara al giro di boa del campionato, Iuliano diventa definitivamente titolare nel girone di ritorno ed è tra i protagonisti della riconferma dello scudetto. Il suo nome rimane tuttavia legato a livello mediatico – «scherzando, dico che mi ha reso immortale» – al body check, ovvero un intervento difensivo col busto, su Ronaldo nel derby d'Italia contro l'Inter del 26 aprile 1998, con le due squadre in lotta per il titolo: l'episodio, su cui l'arbitro Piero Ceccarini non ravvisa gli estremi per la concessione di un calcio di rigore, fa montare il malcontento della società milanese e provoca di riflesso le stizzite repliche di quella torinese, scatenando accese discussioni sui media nazionali e finanche in parlamento, sfiorando una crisi istituzionale ai vertici della Federcalcio. Col secondo scudetto consecutivo incamerato due giornate dopo, nei giorni seguenti Iuliano disputa anche la seconda finale consecutiva di Champions League, che i bianconeri perdono 0-1 contro gli spagnoli del Real Madrid.
Dopo un periodo interlocutorio, nella prima metà degli anni 2000 la Juventus ritorna al successo in campionato, conquistando due scudetti di fila (2001-2002 e 2002-2003) ma perdendo ancora una volta la finale di Champions League, stavolta contro i rivali del Milan, partita a cui Iuliano non prende parte. A metà della stagione 2004-2005, sotto la gestione Capello Iuliano, non più titolare fisso, decide di lasciare la Juventus, dopo otto stagioni e mezzo, 178 presenze in campionato, 7 gol, 4 scudetti, 3 Supercoppe italiane, una Coppa Intercontinentale, una Supercoppa UEFA e una Coppa Intertoto.

##### Ultimi anni
Nel gennaio 2005 decise di emigrare in Spagna, al Maiorca di Cuper. L'avventura spagnola del difensore dura un anno; infatti nel mercato invernale seguente fa ritorno in Italia, trasferendosi alla Sampdoria. Svincolato dopo l'esperienza a Genova, il 31 agosto 2006 viene ingaggiato dal Messina, con cui rimane per il successivo anno.
Rimasto svincolato dopo la parentesi messinese, nel gennaio 2008 si accorda con il Ravenna, in Serie B. Nell'estate seguente, però, viene trovato positivo per benzoilecgonina, un metabolita della cocaina, in relazione al test antidoping eseguito il precedente 1º giugno in occasione del derby regionale col Cesena. A causa di ciò, Iuliano viene condannato a due anni di squalifica e al risarcimento di 10 000 euro alla società giallorossa per danni d'immagine.
Una volta scontata la squalifica, torna a giocare nell'estate 2010 indossando la maglia del San Genesio, nel girone lombardo di Prima Categoria, con cui vince il campionato 2010-2011 con sei turni di anticipo. Il 14 marzo 2012 annuncia il ritiro dal calcio giocato, all'età di 38 anni, a causa dei numerosi problemi fisici accusati.
In carriera ha totalizzato complessivamente 212 presenze e 7 reti in Serie A e 94 presenze e 2 reti in Serie B.

#### Nazionale
Debutta nella nazionale maggiore, sotto la gestione del commissario tecnico Dino Zoff, il 5 settembre 1998, nella partita Galles-Italia (0-2) valevole per le qualificazioni al campionato d'Europa 2000. Convocato per la fase finale del torneo, gioca tutte le partite dell'Italia, compresa la finale contro la Francia, persa al golden gol. Rimane in nazionale anche durante il primo biennio di Giovanni Trapattoni, che lo convoca per il campionato del mondo 2002 dove mette a referto una presenza, quella negli ottavi di finale contro i padroni di casa della Corea del Sud, nella partita che determina l'eliminazione degli azzurri.
Conclude il percorso in nazionale maggiore con un bilancio di 19 presenze, l'ultima delle quali in amichevole contro la Turchia nel 2002, e un gol, quello segnato nell'amichevole contro il Portogallo nel 2000.

### Allenatore
Il 10 dicembre 2012 inizia a frequentare a Coverciano il corso di abilitazione per il master di allenatori professionisti Prima Categoria-UEFA Pro. Nella stessa stagione inizia a farsi le ossa allenando gli allievi nazionali del Pavia. Ritorna agli onori della cronaca all'indomani della sfida Novara-Pavia, conclusasi sul 6-1 per i padroni di casa. Secondo le motivazioni del giudice sportivo "al termine dell'incontro (Iuliano) entrava nello spogliatoio dell'arbitro e lo insultava e minacciava di morte ripetutamente, accusandolo di aver proferito frasi razziste nei confronti di un proprio giocatore". Alcuni dirigenti riescono ad allontanare l'allenatore del Pavia, che in seguito smentisce di aver insultato e minacciato l'arbitro e dichiara che tutto è accaduto perché l'arbitro aveva insultato un calciatore del Pavia, che aveva chiesto al direttore di gara chiarimenti per un fallo non fischiato, ricevendo in risposta dall'arbitro un insulto razzista. Il giudice sportivo infligge una pena di 6 mesi di stop e un'ammenda di 250 euro nei confronti di Iuliano.
Nel 2014 diventa tecnico della Primavera del Latina. Il 4 gennaio 2015 viene nominato allenatore della prima squadra sostituendo l'esonerato Roberto Breda.
Il 29 maggio seguente viene confermato per un'altra stagione, dopo una convincente annata sulla panchina dei latinensi; tuttavia viene esonerato dalla società il 2 novembre dello stesso anno, dopo la sconfitta col Brescia.
Il 26 maggio 2017 diventa inizialmente il nuovo tecnico del Como, militante in Lega Pro; tuttavia la squadra non porta a termine l'affiliazione alla FIGC, venendo quindi esclusa il successivo 30 giugno dai campionati professionistici. Passa quindi agli albanesi del Partizani Tirana il 26 luglio 2017. Viene eliminato al primo turno preliminare di Europa League dai bulgari del Botev Plovdiv. Il 6 novembre rescinde consensualmente il contratto con la squadra, al sesto posto in campionato dopo nove giornate.
Il 24 aprile 2018 diviene l'allenatore in seconda dell'Udinese, agli ordini dell'ex compagno di squadra Igor Tudor.

## Statistiche

### Presenze e reti nei club
| Stagione           | Squadra            | Campionato         | Campionato | Campionato | Coppa nazionali | Coppa nazionali | Coppa nazionali | Coppe continentali | Coppe continentali | Coppe continentali | Altre coppe | Altre coppe | Altre coppe | Totale | Totale |
| Stagione           | Squadra            | Comp               | Pres       | Reti       | Comp            | Pres            | Reti            | Comp               | Pres               | Reti               | Comp        | Pres        | Reti        | Pres   | Reti   |
| ------------------ | ------------------ | ------------------ | ---------- | ---------- | --------------- | --------------- | --------------- | ------------------ | ------------------ | ------------------ | ----------- | ----------- | ----------- | ------ | ------ |
| 1990-1991          | Salernitana        | B                  | 3          | 0          | CI              | 0               | 0               | -                  | -                  | -                  | -           | -           | -           | 3      | 0      |
| 1991-1992          | Salernitana        | C1                 | 27         | 0          | CI              | 2               | 0               | -                  | -                  | -                  | -           | -           | -           | 29     | 0      |
| 1992-1993          | Bologna            | B                  | 24         | 1          | CI              | 1               | 0               | -                  | -                  | -                  | -           | -           | -           | 25     | 1      |
| 1993-1994          | Monza              | B                  | 16         | 0          | CI              | 1               | 0               | -                  | -                  | -                  | -           | -           | -           | 17     | 0      |
| 1994-1995          | Salernitana        | B                  | 22         | 0          | CI              | 0               | 0               | -                  | -                  | -                  | -           | -           | -           | 22     | 0      |
| 1995-1996          | Salernitana        | B                  | 32         | 1          | CI              | 1               | 0               | -                  | -                  | -                  | -           | -           | -           | 33     | 1      |
| Totale Salernitana | Totale Salernitana | Totale Salernitana | 84         | 1          |                 | 3               | 0               |                    | -                  | -                  |             | -           | -           | 87     | 1      |
| 1996-1997          | Juventus           | A                  | 21         | 1          | CI              | 4               | 0               | UCL                | 7                  | 0                  | SU+CInt     | 1+0         | 0           | 33     | 1      |
| 1997-1998          | Juventus           | A                  | 25         | 1          | CI              | 7               | 0               | UCL                | 10                 | 0                  | SI          | 0           | 0           | 42     | 1      |
| 1998-1999          | Juventus           | A                  | 20+1       | 1+0        | CI              | 4               | 0               | UCL                | 8                  | 0                  | SI          | 1           | 0           | 34     | 1      |
| 1999-2000          | Juventus           | A                  | 32         | 0          | CI              | 2               | 0               | Int+CU             | 5+3                | 0                  | -           | -           | -           | 42     | 0      |
| 2000-2001          | Juventus           | A                  | 23         | 0          | CI              | 0               | 0               | UCL                | 5                  | 0                  | -           | -           | -           | 28     | 0      |
| 2001-2002          | Juventus           | A                  | 27         | 1          | CI              | 5               | 0               | UCL                | 8                  | 0                  | -           | -           | -           | 40     | 1      |
| 2002-2003          | Juventus           | A                  | 21         | 1          | CI              | 1               | 0               | UCL                | 8                  | 0                  | SI          | 1           | 0           | 31     | 1      |
| 2003-2004          | Juventus           | A                  | 18         | 2          | CI              | 3               | 0               | UCL                | 4                  | 0                  | SI          | 1           | 0           | 26     | 2      |
| 2004-gen. 2005     | Juventus           | A                  | 0          | 0          | CI              | 1               | 0               | UCL                | 0                  | 0                  | -           | -           | -           | 1      | 0      |
| Totale Juventus    | Totale Juventus    | Totale Juventus    | 187+1      | 7+0        |                 | 27              | 0               |                    | 59                 | 0                  |             | 4           | 0           | 277    | 7      |
| gen.-giu. 2005     | Maiorca            | PD                 | 15         | 1          | CR              | 0               | 0               | -                  | -                  | -                  | -           | -           | -           | 15     | 1      |
| 2005-gen. 2006     | Maiorca            | PD                 | 14         | 3          | CR              | 0               | 0               | -                  | -                  | -                  | -           | -           | -           | 14     | 3      |
| Totale Maiorca     | Totale Maiorca     | Totale Maiorca     | 29         | 4          |                 | 0               | 0               |                    | -                  | -                  |             | -           | -           | 29     | 4      |
| gen.-giu. 2006     | Sampdoria          | A                  | 4          | 0          | CI              | 0               | 0               | -                  | -                  | -                  | -           | -           | -           | 4      | 0      |
| 2006-2007          | Messina            | A                  | 21         | 0          | CI              | 0               | 0               | -                  | -                  | -                  | -           | -           | -           | 21     | 0      |
| gen.-giu. 2008     | Ravenna            | B                  | 10         | 2          | CI              | 0               | 0               | -                  | -                  | -                  | -           | -           | -           | 10     | 2      |
| Totale carriera    | Totale carriera    | Totale carriera    | 375+1      | 15+0       |                 | 32              | 0               |                    | 59                 | 0                  |             | 4           | 0           | 471    | 15     |

### Cronologia presenze e reti in nazionale
| Cronologia completa delle presenze e delle reti in nazionale ― Italia | Cronologia completa delle presenze e delle reti in nazionale ― Italia | Cronologia completa delle presenze e delle reti in nazionale ― Italia | Cronologia completa delle presenze e delle reti in nazionale ― Italia | Cronologia completa delle presenze e delle reti in nazionale ― Italia | Cronologia completa delle presenze e delle reti in nazionale ― Italia | Cronologia completa delle presenze e delle reti in nazionale ― Italia | Cronologia completa delle presenze e delle reti in nazionale ― Italia |
| Data                                                                  | Città                                                                 | In casa                                                               | Risultato                                                             | Ospiti                                                                | Competizione                                                          | Reti                                                                  | Note                                                                  |
| --------------------------------------------------------------------- | --------------------------------------------------------------------- | --------------------------------------------------------------------- | --------------------------------------------------------------------- | --------------------------------------------------------------------- | --------------------------------------------------------------------- | --------------------------------------------------------------------- | --------------------------------------------------------------------- |
| 5-9-1998                                                              | Liverpool                                                             | Galles                                                                | 0 – 2                                                                 | Italia                                                                | Qual. Euro 2000                                                       | -                                                                     |                                                                       |
| 13-11-1999                                                            | Lecce                                                                 | Italia                                                                | 1 – 3                                                                 | Belgio                                                                | Amichevole                                                            | -                                                                     | 46’                                                                   |
| 23-2-2000                                                             | Palermo                                                               | Italia                                                                | 1 – 0                                                                 | Svezia                                                                | Amichevole                                                            | -                                                                     | 76’                                                                   |
| 26-4-2000                                                             | Reggio Calabria                                                       | Italia                                                                | 2 – 0                                                                 | Portogallo                                                            | Amichevole                                                            | 1                                                                     |                                                                       |
| 3-6-2000                                                              | Oslo                                                                  | Norvegia                                                              | 1 – 0                                                                 | Italia                                                                | Amichevole                                                            | -                                                                     | 87’                                                                   |
| 11-6-2000                                                             | Arnhem                                                                | Turchia                                                               | 1 – 2                                                                 | Italia                                                                | Euro 2000 - 1º turno                                                  | -                                                                     | 62’                                                                   |
| 14-6-2000                                                             | Bruxelles                                                             | Italia                                                                | 2 – 0                                                                 | Belgio                                                                | Euro 2000 - 1º turno                                                  | -                                                                     |                                                                       |
| 19-6-2000                                                             | Eindhoven                                                             | Italia                                                                | 2 – 1                                                                 | Svezia                                                                | Euro 2000 - 1º turno                                                  | -                                                                     | 46’                                                                   |
| 24-6-2000                                                             | Bruxelles                                                             | Italia                                                                | 2 – 0                                                                 | Romania                                                               | Euro 2000 - Quarti di finale                                          | -                                                                     |                                                                       |
| 29-6-2000                                                             | Amsterdam                                                             | Italia                                                                | 0 – 0 dts (3 – 1 dtr)                                                 | Paesi Bassi                                                           | Euro 2000 - Semifinale                                                | -                                                                     |                                                                       |
| 2-7-2000                                                              | Rotterdam                                                             | Francia                                                               | 2 – 1 gg                                                              | Italia                                                                | Euro 2000 - Finale                                                    | -                                                                     | [ 51 ]                                                                |
| 3-9-2000                                                              | Budapest                                                              | Ungheria                                                              | 2 – 2                                                                 | Italia                                                                | Qual. Mondiali 2002                                                   | -                                                                     |                                                                       |
| 7-11-2001                                                             | Saitama                                                               | Giappone                                                              | 1 – 1                                                                 | Italia                                                                | Amichevole                                                            | -                                                                     |                                                                       |
| 13-2-2002                                                             | Catania                                                               | Italia                                                                | 1 – 0                                                                 | Stati Uniti                                                           | Amichevole                                                            | -                                                                     |                                                                       |
| 27-3-2002                                                             | Leeds                                                                 | Inghilterra                                                           | 1 – 2                                                                 | Italia                                                                | Amichevole                                                            | -                                                                     | 57’                                                                   |
| 18-5-2002                                                             | Praga                                                                 | Rep. Ceca                                                             | 1 – 0                                                                 | Italia                                                                | Amichevole                                                            | -                                                                     | 46’                                                                   |
| 18-6-2002                                                             | Daejeon                                                               | Italia                                                                | 1 – 2 gg                                                              | Corea del Sud                                                         | Mondiali 2002 - Ottavi di finale                                      | -                                                                     |                                                                       |
| 21-8-2002                                                             | Trieste                                                               | Italia                                                                | 0 – 1                                                                 | Slovenia                                                              | Amichevole                                                            | -                                                                     | 46’                                                                   |
| 20-11-2002                                                            | Pescara                                                               | Italia                                                                | 1 – 1                                                                 | Turchia                                                               | Amichevole                                                            | -                                                                     |                                                                       |
| Totale                                                                |                                                                       | Presenze                                                              | 19                                                                    |                                                                       | Reti                                                                  | 1                                                                     |                                                                       |

### Statistiche da allenatore
Statistiche aggiornate al 4 novembre 2017.
| Stagione        | Squadra          | Campionato      | Campionato | Campionato | Campionato | Campionato | Coppe nazionali | Coppe nazionali | Coppe nazionali | Coppe nazionali | Coppe nazionali | Coppe continentali | Coppe continentali | Coppe continentali | Coppe continentali | Coppe continentali | Altre coppe | Altre coppe | Altre coppe | Altre coppe | Altre coppe | Totale | Totale | Totale | Totale | % Vittorie |
| Stagione        | Squadra          | Comp            | G          | V          | N          | P          | Comp            | G               | V               | N               | P               | Comp               | G                  | V                  | N                  | P                  | Comp        | G           | V           | N           | P           | G      | V      | N      | P      | %          |
| --------------- | ---------------- | --------------- | ---------- | ---------- | ---------- | ---------- | --------------- | --------------- | --------------- | --------------- | --------------- | ------------------ | ------------------ | ------------------ | ------------------ | ------------------ | ----------- | ----------- | ----------- | ----------- | ----------- | ------ | ------ | ------ | ------ | ---------- |
| gen.-mag. 2015  | Latina           | B               | 21         | 8          | 6          | 7          | CI              | -               | -               | -               | -               | -                  | -                  | -                  | -                  | -                  | -           | -           | -           | -           | -           | 21     | 8      | 6      | 7      | 38,10      |
| ago.-nov. 2015  | Latina           | B               | 11         | 3          | 4          | 4          | CI              | 1               | 0               | 0               | 1               | -                  | -                  | -                  | -                  | -                  | -           | -           | -           | -           | -           | 12     | 3      | 4      | 5      | 25,00      |
| Totale Latina   | Totale Latina    | Totale Latina   | 32         | 11         | 10         | 11         |                 | 1               | 0               | 0               | 1               |                    | -                  | -                  | -                  | -                  |             | -           | -           | -           | -           | 33     | 11     | 10     | 12     | 33,33      |
| 2017-2018       | Partizani Tirana | KS              | 9          | 3          | 2          | 4          | CA              | 2               | 2               | 0               | 0               | UEL                | 2                  | 0                  | 0                  | 2                  | -           | -           | -           | -           | -           | 13     | 5      | 2      | 6      | 38,46      |
| Totale carriera | Totale carriera  | Totale carriera | 41         | 14         | 12         | 15         |                 | 3               | 2               | 0               | 1               |                    | 2                  | 0                  | 0                  | 2                  |             | -           | -           | -           | -           | 46     | 16     | 12     | 18     | 34,78      |

## Palmarès

### Giocatore

#### Club

##### Competizioni nazionali
- Campionato italiano: 4

Juventus: 1996-1997, 1997-1998, 2001-2002, 2002-2003
- Supercoppa italiana: 3

Juventus: 1997, 2002, 2003

##### Competizioni internazionali
- Coppa Intercontinentale: 1

Juventus: 1996
- Supercoppa UEFA: 1

Juventus: 1996
- Coppa Intertoto UEFA: 1

Juventus: 1999